# Margarethe Faas-Hardegger

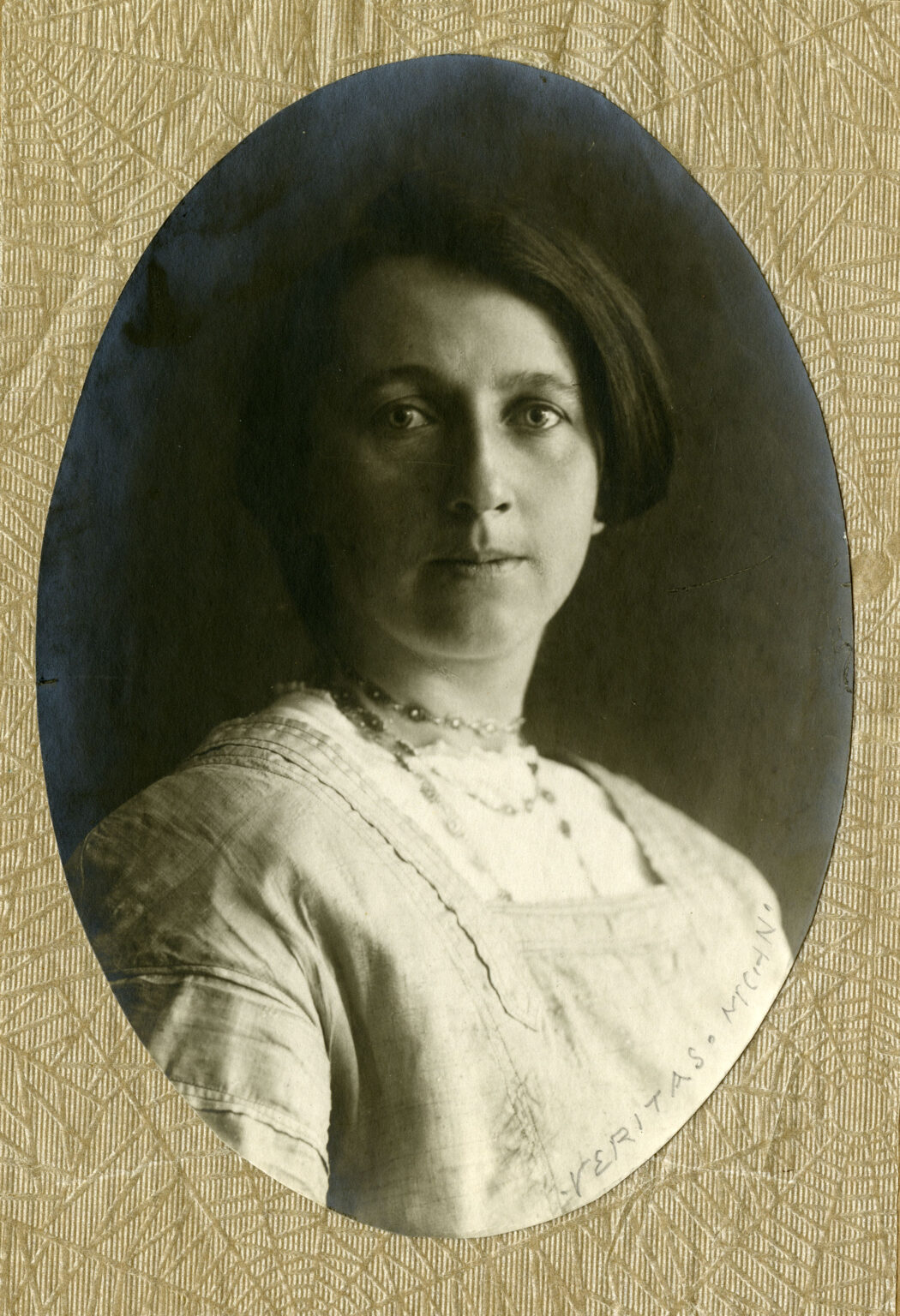
Margarethe Faas-Hardegger

Margarethe (Faas-)Hardegger (* 20. Februar 1882 in Bern; † 23. September 1963 in Minusio) war eine Schweizer Frauenrechtlerin, Gewerkschafterin und eine der wichtigsten Protagonistinnen der Arbeiterinnenbewegung um die Jahrhundertwende.

## Leben
Margarethe Faas-Hardegger war die erste Arbeiterinnensekretärin des SGB. Unter ihrer Führung gewann die Arbeiterinnenbewegung in der Schweiz an politischem Profil und positionierte sich zunehmend feministisch. Faas-Hardegger machte nicht nur die Frage nach dem Frauenstimmrecht zum Anliegen der Gewerkschaftsbewegung, sondern auch die Mutterschaftsversicherung und die Idee von bezahlter Hausarbeit.
Hardegger machte eine Lehre als Telefonistin, gleich anschliessend holte sie mit Unterstützung ihres späteren Ehemanns, August Faas, die Matura nach. 1903 gründete sie gemeinsam mit anderen den Berner Textilarbeiterverein. 1905 wurde die Mutter zweier Töchter zur ersten Arbeiterinnensekretärin des Schweizerischen Gewerkschaftsbundes und gab ihr Studium der Rechtswissenschaften zugunsten dieser Stelle auf. In dieser Funktion, die sie bis 1909 innehatte, gründete sie verschiedene Gewerkschaftssektionen und Konsumentengenossenschaften, daneben die Frauenzeitschriften Die Vorkämpferin und L’Exploitée. 1909 wurden die Differenzen mit der Geschäftsleitung des SGB (die überzeugte Syndikalistin war Antimilitaristin) zu gross, und ihr wurde gekündigt. Die Differenzen offenbarten sich nicht zuletzt darin, dass Faas-Hardegger den direkten Aktionen der Arbeiterinnen und Arbeiter eine besonders hohe Bedeutung beimass.
Bereits 1908 hatte sie gemeinsam mit Gustav Landauer den Sozialistischen Bund und dessen Zeitschrift Der Sozialist gegründet. Nach dem Verlust ihrer Stelle beim SGB konzentrierte sie sich vor allem auf diese beiden Unternehmungen, aber sie geriet auch mit Landauer in Streit. Im Gegensatz zu diesem trat sie offen für die freie Liebe und Frauenrechte ein und vertrat diese Linie auch im Sozialisten. 1913 wurde sie wegen falscher Zeugenaussagen zugunsten Ernst Fricks verurteilt, und Landauer ergriff dies als Vorwand, um sie aus dem Sozialistischen Bund zu entlassen. Bereits 1915 geriet sie erneut mit dem Gesetz in Konflikt und wurde wegen Beihilfe zur Abtreibung zu einem Jahr Zuchthaus verurteilt, das sie im Frauengefängnis Hindelbank absass.
Danach wandte sie sich mehr und mehr der Idee der freien Liebe zu. 1919 gründete sie in Herrliberg bei Zürich eine Landkommune, 1920 das Phalanstère «Villino Graziella» in Minusio, in der Nähe von Locarno. Das Projekt scheiterte an Kapitalmangel und internen Meinungsverschiedenheiten. Sie widmete sich dem Initiationssystem des Ordo Templi Orientis (OTO) und stieg als Schwester Hyazinthe bald in den Exekutiv-Vorstand der Anationalen Grossloge & des Mystischen Grosstempels Verità Mistica des Orients Ascona auf, dem sie zusammen mit Genja Jantzen und Alice Sprengel angehörte.

## Würdigung
In der Stadt Bern wurde Anfang des 21. Jahrhunderts eine Wohnüberbauung in Erinnerung an sie Hardegg getauft.